# Milpitas
Milpitas és una població dels Estats Units a l'estat de Califòrnia. Segons el cens del 2000 tenia 62.698 habitants.

## Demografia
Segons el cens del 2000, Milpitas tenia 62.698 habitants, 17.132 habitatges, i 13.996 famílies. La densitat de població era de 1.785,2 habitants/km².
Dels 17.132 habitatges en un 43% hi vivien nens de menys de 18 anys, en un 65,1% hi vivien parelles casades, en un 10,9% dones solteres, i en un 18,3% no eren unitats familiars. En l'11,5% dels habitatges hi vivien persones soles el 2,9% de les quals corresponia a persones de 65 anys o més que vivien soles. El nombre mitjà de persones vivint en cada habitatge era de 3,47 i el nombre mitjà de persones que vivien en cada família era de 3,72.
Per edats la població es repartia de la següent manera: un 24,6% tenia menys de 18 anys, un 9,5% entre 18 i 24, un 38% entre 25 i 44, un 20,9% de 45 a 60 i un 7% 65 anys o més.
L'edat mediana era de 33 anys. Per cada 100 dones de 18 o més anys hi havia 111,4 homes.
La renda mediana per habitatge era de 84.429 $ i la renda mediana per família de 84.827 $. Els homes tenien una renda mediana de 51.316 $ mentre que les dones 36.681 $. La renda per capita de la població era de 27.823 $. Entorn del 3,3% de les famílies i el 5% de la població estaven per davall del llindar de pobresa.

## Poblacions properes
El següent diagrama mostra les poblacions més properes.